# Belpre (Ohio)
Belpre é uma cidade localizada no estado norte-americano de Ohio, no Condado de Washington.

## Demografia
Segundo o censo norte-americano de 2000, a sua população era de 6660 habitantes.
Em 2006, foi estimada uma população de 6534, um decréscimo de 126 (-1.9%).

## Geografia
De acordo com o United States Census Bureau tem uma área de
9,2 km², dos quais 9,1 km² cobertos por terra e 0,1 km² cobertos por água.

## Localidades na vizinhança
O diagrama seguinte representa as localidades num raio de 8 km ao redor de Belpre.